# Paragon Software Group
Paragon Software Group (PSG) est un fournisseur mondial de logiciels destinés aux grands comptes, aux PME et aux particuliers.
Fondée en 1994, la société possède des bureaux aux États-Unis, en Allemagne, au Japon et en Russie. Ses logiciels sont vendus dans plus de 150 pays.
Paragon Software Group est composé des divisions suivantes : 
- la division Technologies système (System Technology Division), offrant des solutions de gestion du stockage et de protection des données ;
- la division Assistants de poche intelligents et Epocware (Smart Handheld Devices Division and Epocware) s'occupant des logiciels multi-plateformes destinés aux divers dispositifs mobiles ;
- la division Intelware, dédiée au développement de systèmes de commerce électronique.

Paragon Software Group offre des logiciels dans les domaines de la gestion des disques durs, de la gestion du stockage et de la protection des données. La société est connue à travers le monde pour son produit phare Partition Manager. Ce logiciel fournit des solutions pour la gestion du stockage. Paragon propose aux entreprises de taille moyenne des solutions pour gérer, déployer et protéger les ressources stockées sur les serveurs et postes de travail.
Les logiciels de Paragon sont distribués via un réseau de partenaires y compris des revendeurs, mais également par Paragon via des ventes en direct.